# Norman Dimde
Norman Dimde (* 18. April 1987) ist ein ehemaliger deutscher Bahn- und Straßenradrennfahrer.
Norman Dimde wurde 2005 zusammen mit Marcel Kalz deutscher Meister im Madison der Juniorenklasse. Bei der Juniorenweltmeisterschaft 2005 in Wien gewann er mit Kalz zusammen die Silbermedaille im Madison hinter dem russischen Duo. Auf der Straße wurde Dimde 2007 Etappendritter bei einem Teilstück der Dookoła Mazowsza in Polen. In der Saison 2008 fuhr er für das LKT Team Brandenburg.
2009 trat Dimde vom Radsport zurück und begann eine berufliche Ausbildung.

## Erfolge
2005
- Deutscher Meister – Madison (Junioren) mit Marcel Kalz
- Weltmeisterschaft – Madison (Junioren) mit Marcel Kalz

## Teams
- 2008 LKT Team Brandenburg